# Кузькин (село)
Кузькин — село в Киквидзенском районе Волгоградской области России.
Входит в состав Калачёвского сельского поселения.

## География
В селе имеются две улицы: Производственная и Юбилейная.

## Население
| 2010 |
| ---- |
| 110  |